# Catalunya Nova
Catalunya Nova o Nova Catalunya és una denominació aplicada als territoris del Principat de Catalunya conquerits per Ramon Berenguer IV al segle xii, és a dir, la part situada a ponent i al sud de la conca del Llobregat, que constituïen les antigues taifes de Làrida i Turtuixa.
Els límits entre la Catalunya Nova i la Catalunya Vella es trobaven a les serres a l'oest que separen la conca del Llobregat de les de l'Anoia i del Segre. Correspon, aproximadament, a l'àrea dialectal del català occidental, més el Camp de Tarragona.

## Origen de la denominació
La denominació va sorgir al segle xiii per distingir les diferents aplicacions del dret consuetudinari, amb un sistema feudal més arrelat a la Catalunya Vella que la Nova. Per facilitar la repoblació de la Catalunya Nova es van concedir uns furs i uns incentius ben diferents del sistema feudal arrelat a la Catalunya Vella. Modernament, les dues denominacions s'utilitzen en sentit geogràfic.

## Història
Ramon Berenguer III va intentar eixamplar els seus territoris, i per a tal menester va atacar Tortosa l'any 1095 i Amposta el 1097, que van seguir en mans musulmanes. En 1105 va prestar ajut al vescomte d'Àger, Guerau Ponç, en la conquesta de Balaguer. En 1114 va iniciar una campanya a les illes de Mallorca i Eivissa; més que de conquesta de rapinya. En el 1117 va conquerir la ciutat de Lleida, que va romandre sota el seu poder fins al 1126, moment en el qual els àrabs la van recuperar, en la batalla de Corbins.
Va ser el seu fill, Ramon Berenguer IV, qui va aconseguir l'annexió de tota la Catalunya Nova. El 1148, en una primera campanya i amb l'ajut del comte Ermengol d'Urgell, va conquerir Ascó i va lliurar aquesta plaça al comte. Aleshores es dirigí cap a Tortosa, amb un exèrcit format per templers, genovesos i nobles catalans i el 29 de juliol de 1148 hi va iniciar el setge de Tortosa, la qual resistí fins al 30 de desembre. La campanya de 1149 la va iniciar conquerint, amb l'ajuda de l'abat Esteve, Carbassers, plaça que va lliurar a l'abat, a continuació va recuperar la ciutat de Lleida i el 24 d'octubre Fraga i Mequinensa. El 1151 sols quedaven per conquerir les Muntanyes de Prades, amb Siurana com a plaça forta. La campanya definitiva es va iniciar el 1153 i aquesta es va donar al mateix temps per tres llocs diferents: per la Conca de Barberà, pel Coll de la Teixeta i pel Coll d'Alforja. La plaça de Siurana va ser assetjada per Bertran de Castellet i aquesta va caure en mans dels catalans entre el 29 d'abril de 1153 i el 12 de juliol de 1154, donant-se així per finalitzada la conquesta del que esdevindria el Principat de Catalunya.